# Дакота (округ, Міннесота)
Шаблон:StateAbbr_ 44°41′ пн. ш. 93°04′ зх. д. / 44.68° пн. ш. 93.06° зх. д.
Округ  Дакота (англ. Dakota County) — округ (графство) у штаті  Міннесота, США. Ідентифікатор округу 27037.

## Історія
Округ утворений 1849 року.

## Демографія
За даними перепису 
2000 року 
загальне населення округу становило 355904 осіб, зокрема міського населення було 334466, а сільського — 21438.
Серед мешканців округу чоловіків було 175774, а жінок — 180130. В окрузі було 131151 домогосподарство, 94011 родин, які мешкали в 133750 будинках.
Середній розмір родини становив 3,19.
Віковий розподіл населення поданий у таблиці:
| Стать    | До 15 років | 15-21 | 22-29 | 30-39 | 40-49 | 50-65 | 65-85 | Понад 85 |
| -------- | ----------- | ----- | ----- | ----- | ----- | ----- | ----- | -------- |
| Чоловіки | 44605       | 16675 | 18210 | 31515 | 29959 | 23684 | 10354 | 772      |
| Жінки    | 42576       | 15658 | 19055 | 32615 | 30503 | 24603 | 12990 | 2130     |

## Суміжні округи
- Ремсі — північ
- Вашингтон — північний схід
- Пієрс, Вісконсин — схід
- Гудг'ю — південний схід
- Райс — південний захід
- Скотт — захід
- Ганнепін — північний захід

## Виноски
1. ↑  US Decennial Census. US Census Bureau. Архів оригіналу за 26 квітня 2015. Процитовано 15 жовтня 2014.
2. ↑  Historical Census Browser. University of Virginia Library. Архів оригіналу за 11 серпня 2012. Процитовано 15 жовтня 2014.
3. ↑  Population of Counties by Decennial Census: 1900 to 1990. US Census Bureau. Архів оригіналу за 4 серпня 2014. Процитовано 15 жовтня 2014.
4. ↑  Census 2000 PHC-T-4. Ranking Tables for Counties: 1990 and 2000 (PDF). US Census Bureau. Архів оригіналу (PDF) за 18 грудня 2014. Процитовано 15 жовтня 2014.
5. ↑  State & County QuickFacts. Бюро перепису населення США. Архів оригіналу за 7 червня 2011. Процитовано 31 серпня 2013.(англ.) Наведено за англійською вікіпедією.
6. ↑  American FactFinder. Бюро перепису населення США. Архів оригіналу за 21 травня 2008. Процитовано 31 січня 2008.

| США | Це незавершена стаття з географії США. Ви можете допомогти проєкту, виправивши або дописавши її. |